# 洛格拉本河 (阿爾特米爾河支流，特羅伊希特林根)
48°59′57″N 10°52′46″E / 48.99911°N 10.87946°E
洛格拉本河（德語：Lohgraben），是德國的河流，位於該國東南部，由巴伐利亞負責管轄，屬於阿爾特米爾河的右支流，河道全長5.2公里，流域面積7.9平方公里。